# Кутижозеро
Кутижозеро — пресноводное озеро на территории Эссойльского сельского поселения Пряжинского района Республики Карелии.

## Общие сведения
Площадь озера — 1,2 км², площадь водосборного бассейна — 50,3 км². Располагается на высоте 127,4 метров над уровнем моря.
Форма озера лопастная, продолговатая: оно более чем на два километра вытянуто с севера на юг. Берега преимущественно заболоченные.
С восточной стороны в Кутижозеро впадает река Юлиеги. С южной — вытекает река Кутижма, впадающая в реку Шую.
Вдоль восточного берега Кутижозера проходит лесная дорога.
Населённые пункты вблизи водоёма отсутствуют.
Код объекта в государственном водном реестре — 01040100111102000017358.